# Jean-Baptiste Soulacroix
Pour les articles homonymes, voir Soulacroix.
Jean-Joseph dit Jean-Baptiste Soulacroix (1790-1848) consacre toute sa vie à l’Instruction publique sous la Restauration et la monarchie de Juillet : après avoir été nommé professeur de mathématiques en Avignon et au Collège royal de Marseille, il devient inspecteur à Montpellier en même temps que professeur suppléant à la Faculté puis il est nommé recteur de l'académie de Nancy entre 1825 et 1833, et de celle de Lyon de 1833 à 1845. Il finit sa carrière comme chef de division au ministère de l'Instruction publique de 1845 à 1848.

## Biographie

### Jeune et études[1]
Jean-Joseph dit Jean-Baptiste Soulacroix est né le 22 décembre 1790 à Cahors, dans le Lot. Il est le quatrième des sept enfants d’Antoine dit « l’Aîné » Soulacroix (1751-1834) et de Marie-Catherine Bessières (1765-1840). La profession de son père est, d'après des actes de 1787 et 1789, « praticien » c'est-à-dire avoué, puis en 1793 il est dit Commis des postes à Cahors et même contrôleur, fonction dont il est démis pendant un temps.
J.J. Soulacroix épouse, le 10 novembre 1819 à Marseille, Zélie Magagnos (1798-1882), fille de Joseph Magagnos, négociant originaire de Toulon, émigré à Norfolk (Virginie, États-Unis). Il a quatre enfants : Amélie (1820-1894) qui épouse Frédéric Ozanam, Théophile (1823-1847), Charles Soulacroix (1825-1899), le sculpteur et peintre, et Noémie (1827 – 1831).
Quelques semaines après sa mise à la retraite, il décède le 23 juillet 1848 à Sèvres.
Admis à cause de son excellence au lycée Napoléon à Paris (actuel lycée Henri IV), il est, dès septembre 1809, élève du Pensionnat normal. Au cours de l’année 1810, il est auditeur des cours de Lamarck, il est reçu bachelier ès lettres le 1er décembre 1810 et bachelier ès sciences le 29 décembre 1810. Au Pensionnat normal, il est de la même promotion que Victor Cousin, Eugène Péclet et Louis Cottard ; il assure des fonctions de répétiteur (en 1811 et 1812) pour subvenir aux frais de ses études. Il acquiert le grade de licencié ès sciences le 16 novembre 1811.

### Carrière professionnelle[3]
Il est nommé en octobre 1812 professeur de mathématiques spéciales en Avignon. En 1815, nommé à Orléans, il demande à se rapprocher de sa famille et obtient Marseille. 1815 est l’année du début de sa correspondance avec Ambroise Rendu (1778-1860), inspecteur général depuis 1808 dont il devient l’ami. 
En octobre 1815, il est nommé professeur de mathématiques spéciales au Collège royal de Marseille, actuel lycée Thiers. Très vite il a des missions autres que celle du seul enseignement. En effet, pendant cette période marseillaise, il rédige un rapport sur l’adoption de nouveaux bancs pour les écoliers ; il est chargé de surveiller les écoles primaires ; il tente d’adapter les méthodes d’éducation mutuelle aux classes élémentaires et fonde, avec des condisciples de sa promotion du Pensionnat normal, le grammairien Louis Magloire Cottard et le physicien Eugène Péclet, une école gratuite d’enseignement mutuel (1816). 
Le recteur de l’académie d’Aix le nomme donc président de la commission d’examen pour les maîtres candidats à l’École modèle d’enseignement mutuel qui « auront acquis la méthode de l’enseignement mutuel à l’école modèle de Marseille ». En 1821, il est le principal auteur avec Cottard d’un projet pour l’établissement d’une école spéciale pour le commerce et l’industrie à Marseille. Il devient d’autre part membre correspondant de la Société d’Instruction établie à Aix dont Mignet est alors vice-président. Dès septembre 1820, il avait souhaité être nommé inspecteur, sans alors recevoir satisfaction à cause de son trop jeune âge. Sa demande renouvelée reçoit cependant une réponse positive en avril 1821.
C’est dans l’académie de Montpellier qu’il devient inspecteur. Ayant passé son doctorat ès sciences le 18 mars 1822 (nécessaire pour être inspecteur), il est nommé professeur suppléant de la faculté des Sciences de Montpellier, chargé de la chaire de mathématiques transcendantes (4 janvier 1823 – 21 septembre 1825). C’est en 1822 qu’il rédige un Guide de l’Instituteur primaire qui reçoit l’approbation du ministère. Cet ouvrage est réédité plusieurs fois de son vivant et continuera à être mis à jour après son décès. 
Il n’a pas encore 35 ans quand il est nommé le 21 novembre 1825 recteur de l'Académie de Nancy où il succède à l’abbé J.P.A. Gironde qui en assurait l’intérim depuis novembre 1824 date du départ de Joseph Charpit-de-Courville (1770-1853). Il est en outre chargé d’assurer, du 8 mai au 1er décembre 1827, l’intérim au rectorat de Metz. Il est l’auteur des Observations sur le projet de loi concernant l’enseignement primaire, présenté à la Chambre des Pairs le 20 janvier 1831. Durant cette période nancéienne, il est membre titulaire de l’Académie Stanislas (1826 à 1832), il en est le président en 1829 et, à ce titre, il fait partie du petit groupe chargé en octobre 1831 de rédiger le texte officiel à mettre sur la statue de Stanislas. Il est aussi membre de l’académie littéraire d’Épinal. Il est nommé Chevalier dans l’Ordre Royal de la Légion d’Honneur (28 oct. 1829). Son départ en juin 1832 amène une protestation dans certains journaux de Nancy qui donnent pour raison à sa mutation la haute protection dont jouirait son successeur, Pierre Henri de Caumont (1781-1855).
Il est muté quelques mois recteur à Amiens, mais finalement, en janvier 1833, il est nommé recteur de l’Académie de Lyon, responsabilité qu’il assume pendant douze années, jusqu’en 1845. En 1837, il est élu membre de l'académie des Sciences, Belles-Lettres et Arts de Lyon. Certains épisodes marquent cette période : lors des journées révolutionnaires de 1834, il défend lui-même avec sang-froid et courage physique l’entrée du Collège Royal que les insurgés veulent envahir. Il va parlementer et parvient à mettre les élèves à l’abri et éloigner les révolutionnaires mais ne peut éviter des dégâts sur les bâtiments ; en juillet 1844, il doit faire face à une révolte des élèves du Collège Royal ; surtout il s’oppose, dans le contexte de la querelle entre l’Église et l’État sur le monopole universitaire, à l’archevêque de Lyon, Monseigneur Louis-Jacques-Maurice de Bonald.
Pour des raisons familiales (désir de se rapprocher de sa fille Amélie et de son gendre Frédéric Ozanam et espoir de mieux faire soigner son fils Théophile paralysé), il demande dès 1841 sa mutation à Paris. Il ne l’obtient pas et quand son gendre devient en 1844 candidat à la chaire de littérature étrangère en succession de Claude Fauriel décédé, Jean-Baptiste Soulacroix craint que le ministre n’ose affronter les remous que provoqueraient deux nominations de personnes proches, qui, de surcroît, sont connues pour leurs opinions catholiques. Il est cependant nommé en février 1845 au poste de Chef de division du contentieux et de la comptabilité au Ministère de l’Instruction Publique (3e division). Le mois suivant, le 3 mars il est fait officier de la Légion d’Honneur. Marqué par le décès en mars 1847 de son fils Théophile, J.B. Soulacroix demande son droit à la retraite qui lui est accordé le 30 avril 1848. Il décède peu de temps après le 23 juillet 1848.

## Jugements et témoignages
"M. Jean Joseph Soulacroix est un des membres de l’Université qui ne doivent qu’à leurs travaux et à leur zèle la haute position qu’ils occupent dans le corps enseignant. A ce titre nous devons le mentionner dans notre galerie biographique… […] il s’acquit dans ses diverses fonctions une réputation de savoir et d’intégrité qui appelèrent sur lui l’attention de l’autorité supérieure…." 
"Administrateur infatigable dans la surveillance, ferme dans les conflits, toujours occupé du légitime avancement de ses subordonnés, heureux d’ouvrir et d’encourager les carrières, d’une égale activité pour conserver les institutions et pour les étendre, passionné pour l’enseignement populaire dont il avait médité les besoins et pressé les progrès […]. Dans des devoirs si différents, Monsieur Soulacroix porta toujours la même passion, celle du bien public, poussée jusqu’à l’oubli de soi. Des leçons du christianisme dont il était pénétré, il avait la sévérité pour lui-même, la douceur pour ceux qui l’entouraient…." 
"Étant lui-même plutôt scientifique, professeur de mathématiques transcendantes, il cherche toujours à rapprocher sciences, lettres et religion. Défenseur de l’enseignement officiel, il développe une vision claire des responsabilités des deux types d’enseignements, public et privé à une époque où sévit la querelle du Monopole universitaire entre l’Église et l’État. Il se montre novateur en matière d’enseignement primaire, moyen et technique. Par exemple, il fait la promotion de « l’éducation mutuelle » et il rédige un guide pour les instituteurs. Auteur de plusieurs rapports au ministre,  il a une haute idée de sa mission et du service public. Chrétien convaincu, très respectueux de tous, il établit des relations excellentes avec ses collaborateurs dont il est très estimé. Ses brillantes qualités humaines, ses compétences et son dynamisme lui assurent une carrière aux promotions rapides ainsi que d’être souvent consulté par ses supérieurs." 